# Afroedura hawequensis
Afroedura hawequensis là một loài thằn lằn trong họ Gekkonidae. Loài này được Mouton & Mostet mô tả khoa học đầu tiên năm 1985.